# Statue d'Élisabeth II (Toronto)
Pour les articles homonymes, voir Statue d'Élisabeth II.
Une statue d'Élisabeth II est installée à Queen's Park, à Toronto, au Canada. Inaugurée en 2023, la sculpture en bronze reçoit un accueil mitigé.